# Eugen Klöpfer
Eugen Klöpfer (Talheim; 10 de marzo de 1886 - Wiesbaden; 3 de marzo de 1950) fue un actor de nacionalidad alemana.

## Biografía
Su nombre completo era Eugen Gottlob Klöpfer, y nació en Talheim, Alemania. Era el menor de los once hijos del terrateniente y posadero Karl Klöpfer y su esposa, Karoline Hörsch. Asistió a la escuela secundaria en Heilbronn, estudiando a partir de 1898 en el Hölderlin-Gymnasium en Lauffen am Neckar, y desde 1900 en el Theodor-Heuss-Gymnasium de Heilbronn.
Klöpfer empezó un aprendizaje de comercio maderero en Múnich, aunque su pasión era actuar. Fue miembro del Bühnenvereins de Múnich y actuó en diferentes teatros provinciales. En 1905 obtuvo un primer compromiso como actor en Landshut, actuando posteriormente en Ingolstadt y Biel/Bienne. En 1909 llegó al Volkstheater de Múnich, trabajando después en Colmar, Erfurt, Bonn y Fráncfort del Meno (1914 a 1918).
Finalizada la Primera Guerra Mundial, Klöpfer fue a Berlín. Allí actuó entre 1920 y 1923 en el Deutsches Theater, y después en otros locales, trabajando a partir de 1925 también en Viena y en Salzburgo. Finalmente, realizó una gira teatral por Europa y Sudamérica.
En los años 1920, Klöpfer actuó en numerosas películas mudas. Tras la toma del poder por los Nazis en 1933, fue simpatizante del Reichsfilmkammer, siendo nombrado en 1934 Staatsschauspieler, dirigiendo el Teatro Volksbühne de Berlín a partir de 1936. Desde 1935 fue vicepresidente de la Reichstheaterkammer y miembro de la junta directiva de Universum Film AG. Además, en 1936 fue nombrado intendente general del berlinés Metropol-Theater, y en 1937 decidió formar parte del Partido Nacionalsocialista Obrero Alemán. Klöpfer actuó en 1940 en la película antisemita El judío Süß, dirigida por Veit Harlan, encarnando a Sturm. En la fase final de la Segunda Guerra Mundial, en agosto de 1944, fue incluido por Adolf Hitler en la Gottbegnadeten-Liste, lo cual le liberó de participar en el esfuerzo bélico.
Después del año 1945, a Klöpfer se le prohibió actuar, siendo encarcelado durante dos meses. En 1948 un tribunal le absolvió de la acusación de ser responsable de la muerte del actor Joachim Gottschalk. En 1949 volvió a reunir una compañía teatral, en Colonia y en Neustadt in der Pfalz, pero el actor falleció en 1950 in Wiesbaden, Alemania, a causa de una neumonía. Fue enterrado en el Cementerio Südfriedhof de Wiesbaden. Había estado relacionado sentimentalmente con la actriz Flockina von Platen.

## Filmografía (selección)
- 1919 : Der Tänzer
- 1919 : Die Arche
- 1919 : Die letzten Menschen
- 1919 : Cagliostros Totenhand
- 1920 : Die Frau ohne Dienstag
- 1920 : Menschen
- 1920 : Der ewige Mönch im Banne der Musik
- 1920 : Maria Magdalene
- 1920 : Die entfesselte Menschheit
- 1920 : Sturm
- 1920 : Der Leidensweg eines Achtzehnjährigen
- 1920 : Das Mädchen aus der Ackerstraße. 2. Teil
- 1920 : Das Geheimnis der Spielhölle (también dirección)
- 1920 : Um der Liebe willen
- 1920 : Die lebende Fackel
- 1921 : Sehnsucht
- 1921 : Die Bestie im Menschen
- 1921 : Flachsmann als Erzieher
- 1921 : Verlogene Moral
- 1921 : Die Ratten
- 1921 : Die Lou von Montmartre
- 1921 : Die Nacht ohne Morgen
- 1921 : Die Geierwally
- 1921 : Schicksalstag
- 1921 : Der Totenklaus
- 1921 : Die Schuldige
- 1921 : Betrüger des Volkes
- 1921 : Das Geld auf der Straße
- 1922 : Der brennende Acker
- 1922 : Menschenopfer
- 1922 : Macbeth
- 1922 : Der Graf von Charolais
- 1922 : Der Graf von Essex
- 1922 : Der falsche Dimitry
- 1923 : Schlagende Wetter
- 1923 : Die Austreibung
- 1923 : Die Straße
- 1923 : Sylvester
- 1924 : Carlos und Elisabeth
- 1924 : Komödianten
- 1924 : Das goldene Kalb
- 1925 : O alte Burschenherrlichkeit
- 1925 : Elegantes Pack
- 1925 : Götz von Berlichingen zubenannt mit der eisernen Hand
- 1925 : Der erste Stand: Der Großkapitalist
- 1926 : Überflüssige Menschen
- 1926 : Die lachende Grille
- 1927 : Die Vorbestraften
- 1928 : Luther – Ein Film der deutschen Reformation
- 1929 : Katharina Knie
- 1930 : 1914, die letzten Tage vor dem Weltbrand
- 1931 : Der Herzog von Reichstadt
- 1931 : Die Pranke
- 1932 : Unheimliche Geschichten
- 1932 : Gehetzte Menschen
- 1933 : Flüchtlinge
- 1934 : Wilhelm Tell
- 1935 : Liselotte von der Pfalz
- 1935 : Pygmalion
- 1935 : Ich war Jack Mortimer
- 1935 : Anschlag auf Schweda
- 1936 : Liebeserwachen
- 1938 : Altes Herz geht auf die Reise
- 1938 : Jugend
- 1938 : Der Spieler
- 1939 : Umwege zum Glück
- 1939 : Die fremde Frau
- 1939 : Der ewige Quell
- 1940 : El judío Süß
- 1940 : Friedrich Schiller – Triumph eines Genies
- 1941 : Mein Leben für Irland
- 1941 : Friedemann Bach
- 1941 : Jakko
- 1942 : Die goldene Stadt
- 1942 : Stimme des Herzens
- 1943 : Der unendliche Weg
- 1943 : Gabriele Dambrone
- 1944 : Die Zaubergeige
- 1944 : Philharmoniker
- 1944 : Solistin Anna Alt
- 1945 : Der Erbförster
- 1945 : Die Brüder Noltenius
- 1945 : Der Puppenspieler (inacabada)
- 1945 : Shiva und die Galgenblume (inacabada)